# Medaille voor de Campagne in China (Rusland)

De Medaille voor de Campagne in China (Russisch: "Медаль За поход в Китай") was een herinneringsmedaille van het Keizerrijk Rusland. Deze onderscheiding werd in zilver en in brons geslagen. Rusland was een van de acht landen die zich verenigden om de belegerde ambassadewijk in Peking te ontzetten en de bokseropstand in de Chinese provincies neer te slaan. De medaille werd op 6 mei 1901 bij Oekaze ingesteld door Keizer Nicolaas II van Rusland. Het besluit werd voorbereid en uitgevoerd door de Minister van Oorlog Aleksej Koeropatkin.
In mei 1900 was in heel Noord-China een opstand uitgebroken die de belangen van de landen met concessies in de grote steden en gepachte gebieden in China bedreigde. De vijandigheid tegen deze machten was vooral veroorzaakt door een geheime nationalistische en xenofobe groep die zich "de Vereniging van rechtschapen en harmonieuze Vuisten"  noemde. In het buitenland werden deze mannen de "boxers" genoemd. De opstand staat als "Boxeropstand" bekend.
Acht grote mogendheden; Duitsland, Oostenrijk-Hongarije, de Verenigde Staten, Frankrijk, het Verenigd Koninkrijk, Italië, Japan en Rusland besloten om een internationaal leger van 150.000 man onder het opperbevel van de Duitse Veldmaarschalk graaf von Waldersee in te zetten om hun belegerde landgenoten in Peking te redden en de opstand in de provincies neer te slaan. De Geallieerde troepen bereikten Peking op 14 augustus 1900 maar een vredesverdrag met China werd pas op 7 september 1901 ondertekend.
Van de medaille werden 110.300 exemplaren in zilver geslagen. Deze medailles waren voor die personen die rechtstreeks hadden deelgenomen aan vijandelijkheden in Harbin en Blagoveshchensk en de veroveraars van de forten bij Taku, de soldaten die vochten bij Tianjin en de troepen die de diplomaten in Peking ontzetten. Toch werden sommige vrijwilligers, medewerkers van de spoorwegen, priesters en artsen die bij de gevechten aanwezig waren met een zilveren medaille beloond.
Van de medaille werden 106.000 exemplaren in brons geslagen. Deze medailles waren voor die personen die niet rechtstreeks hadden deelgenomen aan vijandelijkheden. Dat waren militairen die niet aan gevechten hadden deelgenomen en de vele ondersteunende diensten van leger en marine zoals vrijwilligers, priesters, artsen en medisch personeel.

## De medaille
Op de voorzijde is het gekroonde monogram van Nicolaas II afgebeeld. Op de keerzijde staat het rondschrift "За поход в Японию" rond de jaartallen 1900-1901 en een anker met een zwaard en een geweer met bajonet.
De medaille werd aan een vijfhoekig opgemaakt lint op de linkerborst gedragen. Dat lint was in twee gelijke verticale delen verdeeld; rechts was het lichtblauw en links zwart-rood-zwart; de kleuren van de Orde van Sint-Andreas en de Orde van Sint-Vladimir.
Bij Oekaze van Nicolaas II van 13 augustus 1911 werd het soldaten en officieren die tijdens de gevechten verwondingen of een hersenschudding hadden opgelopen toegestaan om op het lint een strik van dezelfde stof te dragen.
De medailles hebben een diameter van 28 millimeter en werden door de Munt in Sint-Petersburg geslagen. Men kent varianten van zilver, zilverkleurig metaal, donker en lichtgekleurd brons.